# Polybetes obnuptus
Polybetes obnuptus là một loài nhện trong họ Sparassidae.
Loài này thuộc chi Polybetes. Polybetes obnuptus được Eugène Simon miêu tả năm 1897.